# シャディ・リアド
シャディ・リアド・ドナヌ（Chadi Riad Dnanou、2003年6月17日 - ）は、スペイン・バレアレス諸島州パルマ・デ・マヨルカ出身のサッカー選手。クリスタル・パレスFC所属。モロッコ代表。ポジションはDF。

## クラブ経歴
モロッコ人の両親の下スペインのパルマ・デ・マヨルカに生まれ、RCDマジョルカを経て2019年にFCバルセロナのカンテラへ移った。2020年10月、CEサバデルのフベニールAへレンタル移籍することが決定した。同年12月6日、コパ・デル・レイ1回戦のCDイビサ・イスラス・ピティウサウ戦でプロデビューを果たした。
レンタルバックから2シーズン後の2022-23シーズン開幕前、FCバルセロナBへの昇格が発表された。2022年11月8日、プリメーラ・ディビシオンのCAオサスナ戦にて、89分にペドリとの途中交代でバルセロナでのトップチームデビューを飾った。
2023年7月27日、レアル・ベティスに1年間の期限付き移籍（一定の条件で買取オプションの義務が発生）で加入することが発表された。
2024年6月14日、クリスタル・パレスFCに5年契約で移籍。

## 代表経歴
2023年3月にはブラジル代表とペルー代表との親善試合に向けたモロッコ代表選手の一員としてに初招集されるも、ピッチに立つことはなかった。しかし、同年6月から7月にかけて行われたアフリカ U-23ネイションズカップでは、23歳以下のモロッコ代表メンバーに選ばれて優勝を果たした。

## タイトル
バルセロナ
- ラ・リーガ : 2022-23

U-23モロッコ代表
- アフリカ U-23ネイションズカップ : 2023年